# Seduzione (Cariani)
Seduzione o Giovane donna con vecchio di profilo è un dipinto realizzato in olio su tela da Giovanni Cariani e conservato al Museo dell'Ermitage

## Storia
Giovanni Cariani, bergamasco di nascita, si era trasferito molto giovane a Venezia seguendo la famiglia. Aveva avuto la possibilità di essere un seguace del Giorgione, di studiare le pitture di Tiziano e di Palma il Vecchio. Ritrovare le caratteristiche di questi artisti nelle sue pitture ha creato molta ambiguità e difficoltà nella giusta attribuzione per parecchi secoli. 

La pittura venne attribuita al Cariani solo nel 1871 dal critico d'arte Giovanni Battista Cavalcaselle che corresse la precedente attribuzione nei cataloghi della collezione Crozat del 1755 al Tiziano.
Il dipinto proviene dalla collezione Crozat, passando di proprietà imperiale nel 1772. Cariani, come tutti gli artisti dell'epoca, non intitolava le sue opere, e il quadro venne indicato con il titolo La seduzione riprendendo soggetti dipinti dal Giorgione e dal Tiziano, era un tema abbastanza comune la raffigurazione di un vecchio attratto da una fanciulla, soggetti in uso principalmente dell'Europa settentrionale, tra questi va indicato il Coppia disuguale di amanti del 1503, di Jacopo de' Barbari. In questo dipinto, dove una borsa di denari è posta in primo piano conduce all'interpretazione, che proprio i soldi siano oggetto di seduzione, ma non si ha certezza che sia quella giusta.

## Descrizione
La tela ha per protagonisti un vecchio con lo sguardo desideroso fisso su di una giovane, come in attesa. La borsa di denari già offerti sulla tavola in primo piano, porterebbe a pensare a un momento di seduzione, se non fosse che la ragazza, dallo sguardo serafino, tiene tra le mani una sfera. Fu nel 1979 che la critica d'arte Tamara Fomiciova, colse la caratteristica polivalente del dipintoː una veggente che con la sua profezia legata alla mano sulla sfer, tiene il potere su di un vecchio  che crede di poter ancora avere desideri di gioventù, indicando la tela come una pittura di genere.
L'ambiguità di un tema moraleggianete a un evento di vita quotidiana potrebbe ricondurre al Giorgione. La struttura per diagonali non perfetta riporterebbe ad un giovane Cariani. I colori accesi, le larghe masse dei corpi, la riconducibilità alla Sacra Conversazione realizzata a Venezia non pongono dubbi sull'assegnazione e sulla datazione.